# ミヒェルフェルト
ミヒェルフェルト (ドイツ語: Michelfeld) は、ドイツ連邦共和国バーデン＝ヴュルテンベルク州シュヴェービッシュ・ハル郡に属す町村（以下、本項では便宜上「町」と記述する）。

## 地理

### 位置
ミヒェルフェルトは、バーデン＝ヴュルテンベルク州北東部、郡庁所在地であるシュヴェービッシュ・ハルから約5km西の、標高354mから509mの高地に位置する。

### 隣接する市町村
ミヒェルフェルトは、東に郡庁所在地シュヴェービッシュ・ハル、南西にマインハルト、北西にホーエンローエ郡のプフェーデルバッハおよびヴァルデンブルクと境を接している。

### 自治体の構成
この自治体は、名前の元となったミヒェルフェルト地区の他、以下の地区からなる。グナーデンタール、リンネン、ノイキルヒェン、ヴィッツマンスヴァイラー、ビューヒェルベルク。かつては独立した自治体だったグナーデンタールは、1971年7月1日にミヒェルフェルトと合併した。

## 見所
- ミヒェルフェルトのペーター・パウル教区教会
- グナーデンタールの旧シトー会修道院、グナーデンタール修道院

## 経済と社会資本
ミヒェルフェルトの経済は、郡庁所在地に隣接する地理条件に大きくよっている。とはいえ、この町は完全なベッドタウンというわけではない。町内には、サービス業を中心に800人の雇用人口があり、1200人が町外で就労している。町内には、25戸の農家もあり、一定の役割を成している。

## 引用
1. ↑  Statistisches Landesamt Baden-Württemberg – Bevölkerung nach Nationalität und Geschlecht am 31. Dezember 2023 (CSV-Datei)